# Agelasta rufoantennata
Agelasta rufoantennata är en skalbaggsart som beskrevs av Stefan von Breuning 1982. Agelasta rufoantennata ingår i släktet Agelasta och familjen långhorningar. Inga underarter finns listade i Catalogue of Life.